# 다테 나리요시

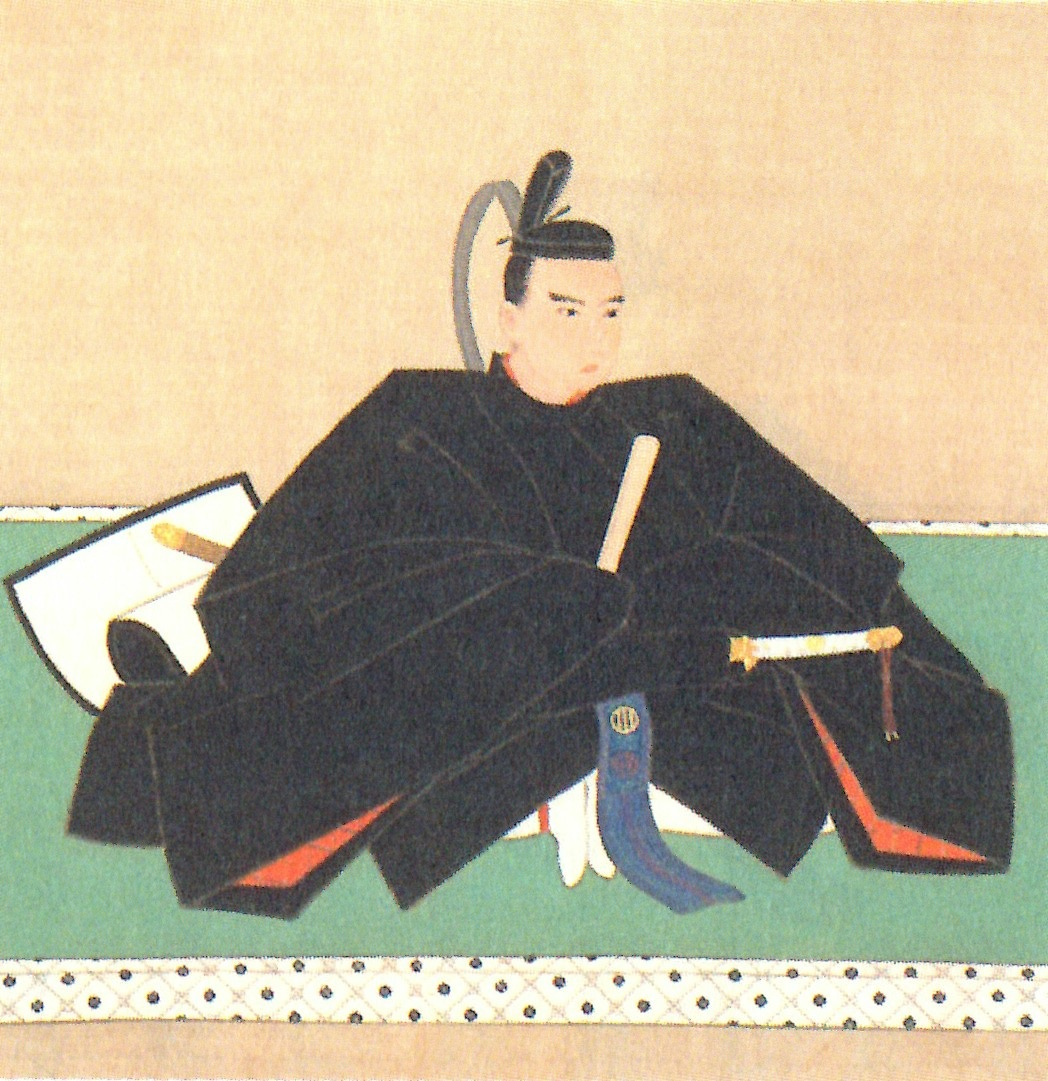
다테 나리요시

다테 나리요시(일본어: 伊達斉義, 1798년 4월 22일 ~ 1828년 1월 13일)는 일본 에도 시대의 다이묘로, 센다이번의 11대 번주이다.
이치노세키번주 다무라 무라스케의 넷째 아들(셋째라고도 함)로 태어났다. 센다이 번의 10대 번주 다테 나리무네의 딸과 혼인하여 사위 양자가 되었고, 분세이 2년(1819년)에 나리무네가 사망하자 그 뒤를 이어 번주가 되었다. 분세이 10년, 30세의 나이로 사망하였고, 아들 요시쿠니가 아직 어려, 다테 나리쿠니가 사위로서 그 뒤를 이었다.
| 전임 다테 나리무네 | 제11대 센다이번 번주 1819년 ~ 1828년 | 후임 다테 나리쿠니 |